# Вікторовка (Кантемірський район)
Вікторовка (рум. Victorovca) — село в Кантемірському районі Молдови. Входить до складу комуни з адміністративним центром у селі Чобалакчія.

## Населення
За даними перепису населення 2004 року в селі проживали 1322 особи.
Національний склад населення села:
| Національність | Кількість осіб |
| -------------- | -------------- |
| болгари        | 785            |
| молдовани      | 488            |
| українці       | 17             |
| росіяни        | 16             |
| румуни         | 7              |
| гагаузи        | 1              |
| інші           | 8              |
| Всього         | 1322           |